# 이쿠타 에리나
이쿠타 에리나(일본어: 生田衣梨奈, 1997년 7월 7일 ~ )는 일본의 여성 아이돌 그룹 전 모닝구무스메의 10대 리더이자 헬로! 프로젝트 8대 리더이다. 연예사무소 업프런트 프로모션 소속.
프로듀서 층쿠♂에게서는「웃는 얼굴이 100점」으로「『상쾌함』과『근성』을 겸비하다.」라고 있어서 호평하였다.

## 인물
- 소속사, 그룹 선배인 모닝구무스메 5기 멤버 니이가키 리사를 광적으로 좋아한다.
- 모닝구무스메의 이미지 컬러는 보라색이였으나, 니이가키의 졸업 후 니이가키의 컬러였던 연두색으로 변경.
- 데뷔 전부터 전 스마이레지의 마에다 유카(2011년 12월 31일에 하로프로 졸업)의 오시.
- 일본에서 유명한 여성 그룹인 AKB48의 팬이다.
- 일본에서 유명한 여성 그룹인 AKB48 팀K 캡틴 오오시마 유코의 팬이다.
- 친구:모닝구무스메 전 멤버 후쿠무라 미즈키.멤버 이시다 아유미, HKT48 전멤버 모토무라 아오이
- 여성 아이돌 그룹의 멤버로 이름이 1글자 차이인 노기자카46 멤버 이쿠타 에리카와 우연히 만났다.
- 모닝구무스메의 서브리더인  이시다 아유미와 이쿠타 에리카와 모토무라 아오이와 동갑이다.

## 약력
- 2011년 1월 2일, 나카노 선플라자에서 행해진「Hello! Project 2011 WINTER ~환영 신선축제~」에서, 약 9000명이 응모한「모닝구무스메 9기 멤버 오디션」에 합격해 모닝구무스메 제9기 멤버로 선택되었던 것이 발표되었다[2][3].
- 2011년 8월 25일, 오가와 사키에 대신해「오하스타」의 오하걸로서 고정 출연.
- 2012년 3월 27일, 오하걸 메이플을 졸업.
- 2014년 11월 27일, 이이쿠보 하루나와 함께 모닝구무스메 8대 서브리더로 취임.
- 2018년 12월 31일, 이시다 아유미와 함께 모닝구무스메 9대 서브리더로 연장 취임.
- 2023년 11월 25일,「모닝구무스메'23 콘서트 투어 가을「Neverending Shine Show」홋카이도 공연에서 후쿠무라 미즈키 졸업에 의해 신체제의 모닝구무스메 10대 리더로 취임.
- 2025년 1월 2일, 2025년 봄 투어를 기해 모닝구무스메。'25 그리고 헬로! 프로젝트를 졸업하는 것을 발표[4].
- 2025년 7월 8일, 일본 무도관에서 행해진「모닝구무스메。'25 콘서트 투어 봄 ~Mighty Magic~ DX 이쿠타 에리나를 배웅해」를 기해 모닝구무스메。'25 그리고 헬로! 프로젝트를 졸업하였다.

## 출연

### 텔레비전
- 오하스타 제2부 슈퍼 라이브 (2011년 8월 25일 ~ 2012년 3월 27일, 테레비도쿄) - 오하걸 메이플로서 출연

### DVD
- Greeting ~이쿠타 에리나~ (2011년 8월 13일) - e-LineUP! 한정 판매
- It’s a lovely day (2014년 10월 24일) - e-LineUP! 한정 판매

### 뮤지컬
- 리본 ~생명의 오디션~ (2011년 10월 8일 ~ 17일, 전노제 홀 스페이스 제로) - 오노노 코마치 역

### 영화
- 쉐어하우스 (2011년 11월 12일 공개)

## 서적

### 사진집
- 모닝구무스메 9 · 10기 1st official Photo Book (2012년 9월 10일, 와니북스)
- 아로하로! 모닝구무스메 9기 사진집 (2012년 12월 16일, 카도카와쇼텐)
- 1st 솔로 사진집「衣梨奈」(2016년 10월 22일, 오딧세이 출판)
- 2nd 솔로 사진집「if」(2018년 1월 20일, 오딧세이 출판)
- 모닝구무스메 9 · 10기 10th AnniversaryBOOK (2022년 4월 27일, 와니북스) ISBN 978-4-8470-8422-5
- 모닝구무스메'25 사진집「présent」(2025년 5월 15일, 오딧세이 출판) ISBN 978-4-8470-8599-4

## 참가 유닛
- 모닝구무스메 (2011년 ~ 2025년)
- 하베스트 (2012년 ~ 2025년)
- HI-FIN (2013년 ~ 2025년)